# 藍絲絨
《藍絲絨》是1986年由大衛·林區編導的美國懸疑電影，成功結合了黑色電影與超現實主義元素。電影由凱爾·麥克拉蘭、伊莎貝拉·羅塞里尼、丹尼斯·霍柏與蘿拉·鄧恩主演。電影名稱取自鮑比·溫頓1963年的同名歌曲，也呼應片中不斷出現的藍絲絨。《藍絲絨》雖在上映初期不被部分主流觀眾所接受，但最終仍受到高度讚譽，林區也因此獲得生平第二次奧斯卡金像獎最佳導演提名。除了成就導演創新的執導手法外，《藍絲絨》也被視為丹尼斯·霍柏的東山再起之作，同時也為伊莎貝拉·羅塞里尼繼時尚模特兒與美妝代言人的名氣外，成功開闢了影視事業之路。

## 剧情
大学生杰弗里·博蒙特在父亲汤姆因病差点去世后，回到了家乡北卡罗来纳州的兰伯顿。杰弗里从医院回家时，穿过一块空地，发现了一只被割下的人耳，将其交给了警探约翰·威廉姆斯。威廉姆斯的女儿桑迪告诉杰弗里，这只耳朵与一个名叫多萝西·瓦伦斯的酒吧歌手有某种关联。出于好奇，杰弗里假扮成灭虫员进入了她的公寓。在她被一个穿着黄色运动夹克的男人分散注意力时，杰弗里偷了一把备用钥匙。他给这个男人取了个外号“黄衣人”。
杰弗里和桑迪去看了多萝西的夜总会表演，在她唱完《藍絲絨》（Blue Velvet）后早早离开，好让杰弗里潜入她的公寓。多萝西回到家后脱光了衣服，发现杰弗里藏在衣柜里，于是用刀强迫他脱衣服。然而，心理病态的黑帮老大弗兰克·布斯闯入，打断了他们的对峙。杰弗里躲回了衣柜。弗兰克一边吸着罐中的气体，一边在哭泣及狂怒的情绪中交替发作，殴打并强奸了多萝西。弗兰克离开后，杰弗里偷偷溜走，去找桑迪寻求安慰。
杰弗里推测弗兰克绑架了多萝西的丈夫唐和儿子唐尼，强迫她成为性奴隸。他怀疑弗兰克割掉了唐的耳朵以恐吓多萝西屈服。在继续与桑迪约会的同时，杰弗里与多萝西展开了一段虐戀关系，多萝西怂恿他打她。杰弗里看到弗兰克在多萝西的表演现场露面，后来还观察到他在出售毒品并与黄衣人会面。杰弗里随后发现黄衣人与一个“衣着光鲜的男人”见面。
弗兰克看到杰弗里离开多萝西的公寓，便绑架了他们，带到本的老巢。本是一个与弗兰克合伙的罪犯，关押着唐和唐尼。弗兰克允许多萝西见家人，同时强迫杰弗里观看本即兴假唱羅伊·奧比森的《在梦中》（In Dreams），这一表演让弗兰克感动得流泪。随后，他和手下带着杰弗里和多萝西开车前往一个锯木厂，弗兰克再次试图性侵多萝西。杰弗里阻止并打了他一拳，于是愤怒的弗兰克和手下将杰弗里拉出车外。弗兰克重新播放《在梦中》的录音带，把口红涂在脸上，暴力地亲吻了杰弗里。随后，弗兰克让人束缚住杰弗里并将其打昏，而多萝西则哀求弗兰克停手。杰弗里第二天早上醒来，遍体鳞伤。
在警察局时，杰弗里发现黄衣人其实是威廉姆斯侦探的搭档汤姆·戈登。戈登一直在杀害弗兰克的毒品竞争对手，并从证物室偷取被没收的毒品供弗兰克出售。杰弗里和桑迪在派对上互相表白后，他们被一辆车追赶，以为是弗兰克的人。当他们开到杰弗里的家时，桑迪才意识到司机是她的前男友迈克。迈克威胁要揍杰弗里，因为他抢了他的女朋友，但此时多萝西赤身裸体、伤痕累累且神志不清地出现在杰弗里的门廊上。迈克退缩了，杰弗里和桑迪赶紧把多萝西送到桑迪的家里寻求医疗帮助。
多萝西称杰弗里为“我的秘密情人”，伤心的桑迪打了他一巴掌，指责他对她不忠。杰弗里让桑迪把一切都告诉她的父亲，威廉姆斯侦探随后带领警察突袭了弗兰克的总部，击毙了弗兰克的手下。杰弗里独自回到多萝西的公寓，发现唐已经死亡，戈登也身负重伤。当杰弗里离开公寓时，“衣着光鲜的男人”赶到，看到楼梯上的杰弗里后追了上去，杰弗里只好返回公寓。杰弗里意识到“衣着光鲜的男人”其实是伪装的弗兰克，便用戈登的对讲机说自己在卧室里（以分散弗兰克的注意力，因为弗兰克有警察的无线电），随后藏进了衣柜。弗兰克到来后，开始对公寓开枪，过程中杀死了戈登。弗兰克推断出杰弗里的藏身之处，但在打开衣柜门时，被杰弗里用戈登的枪打死。几分钟后，桑迪和威廉姆斯侦探赶到现场。
不久之后，杰弗里和桑迪继续着他们的恋情，汤姆·博蒙特恢复了健康，而多萝西也与儿子团聚了。

## 延伸閱讀
- Atkinson, Michael (1997). Blue Velvet. Long Island, New York.: British Film Institute. ISBN 0-851-70559-6.
- Drazin, Charles (2001). Blue Velvet: Bloomsbury Pocket Movie Guide 3. Britain. Bloomsbury Publishing. ISBN 0-747-55176-6.

## 外部連結
- 互联网电影数据库（IMDb）上《Blue Velvet》的资料（英文）
- 爛番茄上《Blue Velvet》的資料（英文）